# Odaxothrissa
Odaxothrissa, hay fangtooth pellonulines là một chi cá nước ngọt trong các loài cá trích thuộc họ Clupeidae. Hiện tại có 04 loài đã được ghi nhận trong chi này, tất cả chúng đều phân bố ở vùng biển nhiệt đới ở Châu Phi.

## Các loài
- Odaxothrissa ansorgii Boulenger, 1910 (Ansorge fangtooth pellonuline)
- Odaxothrissa losera Boulenger, 1899 (Losera fangtooth pellonuline)
- Odaxothrissa mento (Regan, 1917) (Nigerian fangtooth pellonuline)
- Odaxothrissa vittata Regan, 1917 (Regan's fangtooth pellonuline)